# Петар Велімирович
Петар Велімирович (серб. Петар Велимировић) також відомий як Пера Велімирович (16 січня 1848 - 23 грудня 1911) — сербський політик, один із засновників Народної радикальної партії Сербії.

## Біографія
Петар Велімирович народився в селі Сіколі, що поблизу Неготина. Закінчив інженерний факультет Політехнічного інституту (нині відомого як ETH Zurich) у Цюріху в 1876 році. Після арешту як послідовника Светозара Марковича за участь у соціалістичних подіях у Крагуєваці, перебрався до Угорщини. Після придушення повстання Тимощини у 1883 році він емігрував до Болгарії, де недовго викладав у софійській гімназії. Пізніше, через десять років, він повернувся до Сербії. Де він був призначений міністром громадських робіт у 1887 році, в уряді Йована Ристича, у цьому ж відомстві працював в урядах Джордже Сімича, Ніколи Пашича і Сави Груїча. Наприкінці 1902 року Велімирович сформував власний кабінет, який проіснував недовго (один місяць).
У 1903 році Велімирович був головою сесії Народної Скупщини, на якій було прийнято рішення про обрання Петра I королем Сербії. Вдруге Велімирович очолював уряд з 7 липня 1908 року по 11 лютого 1909 року. Петар Велімирович помер у Белграді у віці 63 років.